# Hamburg Challenger 2003
L'Hamburg Challenger 2003 è stato un torneo di tennis facente parte della categoria ATP Challenger Series nell'ambito dell'ATP Challenger Series 2003. Il torneo si è giocato a Amburgo in Germania dal 27 gennaio al 2 febbraio 2003 su campi in sintetico indoor.

## Vincitori

### Singolare
Mario Ančić ha battuto in finale  Rafael Nadal con il punteggio di 6–2, 6–3.

### Doppio
Aleksandar Kitinov /  Magnus Larsson hanno battuto in finale  Todd Perry /  Jim Thomas con il punteggio di 4–6, 7–6(7), 7–6(10).